# 사례교위
사예교위(司隷校尉)는 고대 중국의 관직이다.

## 개요
전한, 후한, 조위, 서진 시대에 황제의 친족을 포함한 조정 대신들을 감찰하는 것을 목적으로, 무제가 정화 4년(기원전 89년)에 처음 만들었다. 초기 직무는 무고를 단속하는 것이었다.
장안과 낙양을 둘러싼 하남군·하내군·하동군·홍농군·경조윤·우부풍·좌풍익을 통괄했다. 사예교위의 일은 자사와 비슷하지만, 자사가 지방 관리를 단속하는 데 비해 사예교위는 중앙 관리를 단속하기에 자사보다 격이 높았다. 이때 사예교위는 어사중승·상서령과 함께 "삼독좌"(三獨座)라고 불렀다.
원연 4년(기원전 9년) 폐지되었다가, 후한이 세워진 뒤 부활하였다. 후한에서는 자사에 더해 주목을 설치, 지방 행정과 군사를 통괄하게 되어 주목이 태수의 상위에 올랐고, 사예교위의 역할도 감찰관에서 제도 주변의 수비와 행정을 담당하는 중앙장관으로 변해 영향력이 증가하였다. 그러다 건안 18년(기원후 213년) 기존의 주 구분을 폐하고 상고시절 구주제를 부활시켜 사예교위부도 폐지되었다.
후한이 멸망, 위나라가 성립하자 사예교위가 부활했고 서진도 이를 계승했지만, 동진은 화북 지방을 상실했기에 사예교위직이 소멸했고 이후로 부활하는 일이 없었다. 
다만 화북을 실효지배하지 않았던 촉한에서 유비가 즉위했을 때 장비가 거기장군을 겸하여 사예교위에 취임했었다.